# Brentanogambiet
Het Brentanogambiet is in de opening van een schaakpartij een variant binnen de schaakopening Spaans. Deze variant is ingedeeld bij de open spelen.
Het gambiet heeft de volgende zetten: 1.e4 e5 2.Pf3 Pc6 3.Lb5 g5.
Eco-code C60.

## In het koningsgambiet

### Uitleg
Het Brentanogambiet is tevens te vinden als een variant in de schaakopening Koningsgambiet. Ook dit gambiet is ingedeeld bij de open spelen.
De zetten zijn: 1.e4 e5 2.f4 exf4 3.Pf3 g5 4.h4 g4 5.Pe5 d5.
Eco-code C39.